# 前进街道 (信阳市)
前进街道，是中华人民共和国河南省信阳市平桥区下辖的一个乡镇级行政单位。

## 行政区划
前进街道下辖以下地区：
铁东社区、青龙东街社区、王家湾社区、白高庙社区、光明社区、前进社区、代庙社区、千禧社区和三桥社区。